# Матильда II (танк)
Пехотный танк Mk.II «Матильда II» (англ. Infantry Tank Mk.II «Matilda II»), A12 — средний пехотный танк армии Великобритании периода Второй мировой войны.
Активно и успешно использовался британской армией в ходе боевых действий в Африке, также в значительных количествах поставлялся в СССР и Австралию. Единственная модель танка в мировой истории, названная женским именем. Состоял на вооружении танковых частей СССР

## История
Спроектирован в 1936—1938 годах, производился до августа 1943 года и был одним из основных средних танков Великобритании в первые годы войны. Также в значительных количествах поставлялся армии Австралии и в СССР. «Матильда» отличалась очень мощным для своего времени бронированием и, с модификации Mark IV, высокой надёжностью. Стандартная немецкая 37 мм противотанковая пушка оказалась бессильной против брони «Матильды»; лишь использование 88-мм зенитного орудия позволяло останавливать  эти танки. В результате, на начальном этапе Второй мировой войны, вплоть до появления у немцев 50-мм и 75-мм противотанковых орудий, Матильда оставалась грозным оружием.

## Производство
Производство танка было налажено на следующих британских предприятиях: Harland & Wolff, Horwich Works, John Fowler & Co., London, Midland & Scottish Railway, North British Locomotive, Ruston & Hornsby, Vulcan Foundry. Танковые дизели поставлялись сначала компанией Associated Equipment, а затем корпорацией British Leyland Motor. До окончания производства в августе 1943 года в Великобритании было всего выпущено около 3000 танков «Matilda II», из которых 1084 штуки были отправлены в СССР, из них прибыло 916 танков. Изъятые из английских линейных танковых частей «Матильды II» передавались в австралийскую армию, в составе которой они до конца войны участвовали в боях на островах Тихого океана и активно переделывались в различные спецмашины. К 1945 году «Матильды» ещё встречалась в частях британской армии, став единственным английским танком, находившимся в эксплуатации на протяжении всей Второй мировой войны.
| 1939 | 1940 | 1941 | 1942 | 1943 | Всего |
| ---- | ---- | ---- | ---- | ---- | ----- |
| 24   | 356  | 1038 | 1330 | 143  | 2891  |

По другим данным выпуск составил 2987 штук

## Эксплуатация и боевое применение
В британскую армию танки начали поступать в 1939 году. Немцам удалось заполучить первые трофейные танки, в количестве 29 единиц, ещё в мае 1940 года во Франции, причем большинство из них были ремонтопригодны. Естественно, что после поражения во Франции, основным тогда сухопутным военным театром, в котором могла принять участие Великобритания, была Североафриканская кампания. Наличие «Матильд» оказалось неприятным сюрпризом для немцев и итальянцев.  Большинство их танковых орудий были практически бесполезны против «Матильд», лобовая броня которых достигала 80 мм. Однако в первое время, в частности в 1941 году, из-за неудачных действий британских войск, немцам удалось заполучить около двух десятков «Матильд», брошенных в Форте Капуццо.  Против «Матильд» немцы стали использовать свои 88-мм зенитные орудия Flak 37, добиваясь существенных успехов. Уцелевшие трофейные «Матильды» немцы активно применяли, например, в 21-й танковой дивизии, в сентябре 1941 года, при очередном вторжении Роммеля в Египет, впрочем, в течение следующих трёх месяцев практически все они были потеряны. Конечно, немцев не устраивало слишком слабое 40-мм орудие танка, поэтому в полевых условиях они их снимали, заменяя 50-мм орудиями L/42 от танков Pz.III. Однако широкого распространения такая практика переделки не получила.
Кроме Северной Африки, «Матильды» применялись австралийскими войсками на островах Новой Гвинеи против японцев. Однако применение таких танков в условиях джунглей было затруднительным. Куда лучшим было бы использование их огнемётных вариантов. И на базе «Матильд» такие огнеметные машины были разработаны. Также австралийскими инженерами был предложен вариант с установкой на «Матильды» 7-ствольной мортиры.

### Эксплуатация в Красной Армии
Все танки поступили исключительно северным маршрутом.
|       | 1     | 2     | 3     | 4     | 5     | 6     | 7     | 8     | 9     | 10    | 11    | 12    | Всего |
| ----- | ----- | ----- | ----- | ----- | ----- | ----- | ----- | ----- | ----- | ----- | ----- | ----- | ----- |
| 1941  |       |       |       |       |       |       |       |       |       | 49    | 70    | 26    | 145*  |
| 1942  | 129   | 47    | 170   | 40    | 21    | 73    | 6     |       | 84    |       | 56    |       | 626   |
| 1943  | 10    | 54    | 81    |       |       |       |       |       |       |       |       |       | 145   |
| Всего | Всего | Всего | Всего | Всего | Всего | Всего | Всего | Всего | Всего | Всего | Всего | Всего | 916   |

*в том числе 10 в варианте CS с 76-мм гаубицей.
|          | Поступило | Списано | Наличие |
| -------- | --------- | ------- | ------- |
| 1.1.1943 | 771       | 396     | 375     |
| 1.1.1944 | 145       | 205     | 315     |
| 1.7.1944 |           | 55      | 260     |
| 1.1.1945 | 2*        | 44      | 218     |
| 1.6.1945 |           | 10      | 208     |

*Восстановлено из ранее списанных танков.
К 1 июня 1945 года в РККА числилось 208 машин, из которых 37 были во фронтовых частях, 10 в военных округах и 161 на ремзаводах.
16 августа было заключено соглашение о кредите и клиринге. По этому соглашению был получен кредит 10 млн фунтов стерлингов. Первые 20 единиц прибыли в Архангельск с морским караваном PQ-1 11 октября 1941 года. Всего из Англии было отправлено 1084 единиц «Матильд», часть была потеряна в ходе транспортировки по морю северными конвоями. Красная Армия получила 918 машин.
Танки направлялись в учебный центр в Горьком, где проходили их приёмка и испытания. Первые же танки поступили в боевые подразделения в ноябре 1941 года. Эксплуатация в частях Красной Армии танков «Матильда» выявила ряд проблем. Так, в частности, первая партия была снабжена летними гусеницами, горюче-смазочными материалами, предназначенными для эксплуатации в жарком климате, и ненадёжными двигателями марки «Ассошиэйтед Экуипмент». Гусеницы не обеспечивали нужного сцепления с грунтом в условиях зимы. Трубопроводы жидкостной системы охлаждения замерзали в морозы. В следующих партиях в системе охлаждения двигателей танка стал использовался этиленгликоль, проходимость в распутицу была низкая, между ходовой частью и бронированными фальшбортами набивался снег и грязь. Известно, что экипажам «Матильд» нередко приходилось останавливаться и очищать ходовую часть своих танков ломом и лопатой. Позднее, учтя особенности машины, советское командование использовало их в первую очередь на южных направлениях фронта, что в полной мере давало возможность продемонстрировать достоинства танка. По словам Героя Советского Союза, генерал-майора танковых войск А. М. Овчарова, танк «заваливался набок на любом косогоре».
«Матильды» имели мощное бронирование на уровне советских тяжёлых танков КВ, увеличивая выживаемость танка и экипажа на поле боя («Матильду» гробом на гусеницах не называли). В сравнении с советскими танками качество брони было выше и не давало отслоения и осколков при попадании снаряда в танк. Двигатель марки «Лейланд» имел гарантированный пробег в 220 моточасов, по факту отрабатывая до 550—600 моточасов, условия работы экипажа на английском танке также отличались в лучшую сторону. Из-за своей мощной защиты и малой скорости «Матильда» оказалась удобной для использования в позиционных боях. Бронепробиваемость 2-фунтового орудия была также на хорошем на тот момент уровне, но при этом для него существовали только бронебойные снаряды, в связи с чем было принято решение перевооружить танки 76-мм советской пушкой ЗИС-5 (Ф-96). Однако к этому моменту по ленд-лизу в СССР стали поступать «Матильды» CS, вооружённые 76-мм пушкой-гаубицей, и вопрос был снят. «Матильда» создавался как танк для непосредственной поддержки пехоты, в связи с чем имел невысокую крейсерскую скорость, что, впрочем, при правильном использовании машины не было существенным недостатком.
К весне 1943 года «Матильды» уже значительно устарели и были сняты с производства, СССР также отказался от поставок этих танков. Оставшиеся машины активно использовались в боях, в частности, к началу немецкого наступления на Курской дуге 5 июля 1943 года в составе 201-й танковой бригады 7-й гвардейской армии Воронежского фронта имелось 18 таких танков, 31 «Валентайн» и три Т-34. В 224-м танковом полку 8-й гвардейской армии Юго-Западного фронта к 17 июля 1943 года — 33 «Матильды» и 3 «Валентайна».

## Модификации
- Mark I (Mark II до сентября 1941 г.) — первый серийный вариант, оснащенный спаренным пулеметом Vickers, "приподнятой" на 152,4 мм (6 дюймов) подвеской и "хвостом" для преодоления траншей, установленным сзади. Танк обладал большим количеством «детских болезней». Двигатель времён Первой мировой войны АЕС мощностью 87 л. с. отличался небольшим ресурсом и низкой надёжностью, сразу встал вопрос о поиске нового двигателя[7].
- Mark II (Mark IIA до сентября 1941 г.)  — пулемёт Виккерс был заменён на BESA, установлена "заниженная" подвеска, прекращено использование противотраншейного "хвоста".
- Mark III — дизельные двигатели Leyland мощностью 95 л. с., радиостанция № 19, вместо поддерживающих катков введены полозья, введен наружный топливный бак ёмкостью 135 л, который также стал устанавливаться при ремонте на более старые танки.
- Mark III CS — вариант Mark IV с 76 мм гаубицей. Правда, в боекомплект танков первоначально входили только дымовые снаряды и поддержка больше походила на моральную, но затем к ним добавили осколочно-фугасные[10].
- Mark IV — командирская башенка уменьшенной высоты, усовершенствованное крепление двигателей, перекомпоновка масло- и воздуховодов. Ёмкость топливных баков увеличена до 225 л[11]. Первая модификация, отличающаяся технической надёжностью[1]. Запас хода увеличился и составил 257 км по шоссе и 129 по местности.
- Mark IV CS — вариант Mark IV с 76-мм гаубицей.
- Mark V — привод поворота башни Westinghouse (вместо Oilgear) с пневматическим усилителем, в остальном идентичный Mark IV.
- Mark V CS — вариант Mark V с 76-мм гаубицей.
- Matilda Scorpion I и II и Matilda Baron — сапёрные танки с минным тралом
- Matilda 6-pdr — попытка установить башню от танка A27M Cromwell и пушку калибра 57 мм QF 6-pdr Mk.V. Проект оказался неудачным, попыток модернизации вооружения «Матильды» в Великобритании больше не предпринимали.

### Зарубежные модификации
- Infanterie Panzerkampfwagen Mk II 748 (e) - Трофейные немецкие танки
- Infanterie Panzerkampwagen Mk II 748 (e) mit 5 KwK 38 L/42 "Oswald" -  немецкая модификация одного захваченного Mk I. Модификация включала в себя замену башни на 50-мм пушку KwK 38 от танка Panzerkampwagen III, установленную в самодельном щите с двумя пулемётами MG 34 на верхнем ребре щита.
- Matilda Dozer - австралийская модификация с установленным бульдозерным отвалом.
- Matilda Frog - австралийская модификация с установленным огнемётом.
- Matilda Hedgehog - австралийская модификация с установленным бомбомётом Хеджхог.
- МК2 "Матильда" с пушкой Ф-96 - советская модификация одной из поставленных "Матильд", включавшая в себя установку вместо стандартной пушки QF-2 советской ЗиС-5, получившую для установки на "Матильду" индекс Ф-96.

## Фотогалерея
- Советские танкисты и «Матильда» Mk II.
- «Матильда II» с 76-мм гаубицей в музее в Кубинке.
- Австралийская Matilda IICS, май 1945 года.
- Сапёрный танк Матильда Скорпион Mk 1 с устройством разминирования проделывал проходы в «Садах дьявола».
- Австралийская Matilda Hedgehog с бомбомётом в музее RAAС.
- Австралийская Матильда Фрог с огнемётом в музее RAAС.
- Австралийская Matilda Dozer с бульдозерным отвалом в музее RAAС.